# Oxyurella tenuicaudis
Oxyurella tenuicaudis är en kräftdjursart som först beskrevs av Georg Ossian Sars 1862.  Oxyurella tenuicaudis ingår i släktet Oxyurella och familjen Chydoridae. Inga underarter finns listade i Catalogue of Life.